# إزالة الفلوريد
تعرف إزالة الفلوريد أنها التعديل الهابط لمستوى الفلوريد في مياه الشرب. يعتبر الفلورايد واحدًا من أكثر الأيونات تواجدا في المياه الجوفية. نسبة تواجد الفلوريد في المياه الجوفية أكثر من نسبة تواجده في المياه السطحية، يعزى ذلك إلى غسل المعادن. تشكل المياه الجوفية 98% من مياه الشرب على الكرة الأرضية . ومن الجدير بالذكر أن الزيادة في نسبة الفلوريد في مياه الشرب، تحمل الكثير من السلبيات منها تسمم الأسنان بالفلور إضافة إلى الهيكل العظمي. وبحسب توصيات منظمة الصحة العالمية أن لا يزيد تركيز الفلور عن 1.5 ملغم / لتر، لتجنب التسمم بالفلور.  التسمم بالفلور متوطن في 20 دولة من الدول النامية والمتقدمة. 

## التاريخ
لم يتم اكتشاف التسمم بالفلوريد إلا مؤخرا. قبيل العشرينيات كان هناك محاولات قليلة لفصل الفلوريد عن الماء. في الثلاثينيات من القرن العشرين بدأت الدول بالتحقيق واكتشاف آثار وسلبيات الفلوريد وكيفية التخلص منه. في عام 1933 تم تصميم مرشح رمل وألمنيوم يعمل على إزالة الفلوريد من الماء على يد  S. P. Kramer وفي عام 1945 تلقى كينيث براءة اختراع فرنسية لتقنية إزالة الفلوريد من الماء. وفي عام 1952 تم تشغيل مصنع فعال لإزالة الألومينا من مجتمع الألومينا في بارتليت، تكساس، الولايات المتحدة الأمريكية. 

## تقنيات
مع  البحث الدقيق لحل هذه المشكلة تم استكشاف تقنيات مختلفة لإزالة الفلوريد. وتختلف تكلفة كل منها حسب المناطق وكمية التلوث، فمثلا في بعض المناطق الجغرافية عملية التنقية مكلفة للغاية لأن المناطق المعرضة للتسمم بالفلور هي من أفقر المناطق على كوكب الأرض، أو قد تكون هذه التقنيات غير فعالة، أو حتى خطيرة تؤدي إلى إحداث أضرار أكبر. ويوجد مشكلة أخرى وهي أن بعض عمليات المعالجة تضيف ملوثات أخرى للماء. توجد مجموعة من التقنيات الرئيسية التي تم التحقيق فيها بدرجات متفاوتة حسب نسبة النجاح، هي:الامتزاز،الترسيب، التبادل  الأيوني وعمليات الغشاء. 
ومن الجدير بالذكر أنه يمكن تحقيق الامتزاز من خلال المواد الممتزة المتوفرة محليًا بكفاءة عالية وفعالية من حيث التكلفة. توفر المنتجات العشبية والمحلية منخفضة التكلفة والمتوفرة محليًا خيارات واعدة. تعتمد العملية على الأس الهيدروجيني ووجود الكبريتات والفوسفات والبيكربونات مما يؤدي إلى المنافسة الأيونية، يعد التخلص من الحمأة المحملة بالفلورايد مشكلة.
إن أكثر الطرق إفادة واستخداما هي هطول الأمطار وتعتبر هذه الطريقة منتشرة على مستوى المجتمع، مع انتشارها الكبير إلا أن لها كفاءة معتدل فقط وأيضا جرعة كيميائية غير مطلوبة. وعند الاستخدام الزائد لأملاح الألمنيوم فإنه ينتج عنه حمأة و تأثيرات صحية ضارة وذلك بسبب قابلية ذوبان الألمنيوم.
من إحدى الطرق المستخدمة لتنقية المياه من الفلوريد هي التبادل الأيوني، حيث ينقي المياه من الفلوريد بنسبة قد تصل إلى (90% - 95%) ويحافظ بنفس الوقت على الطعم ولون الماء. وتحصل أحيانا في هذه الطريقة منافسة أيونية بين الكبريتات والفوسفات والبيكربونات. ويكون أحيانا للمياه التي تمت معالجتها قيمة حموضة منخفضة، وتعتبر التكلفة العالية أيضا عيب لهذه التقنية بالإضافة إلى مستويات عالية من الكلوريد.
وإحدى الطرق للتنقية أيضا هي التنقية بعمليات الغشاء، وهي تقنية فعالة ولا تحتاج للمواد الكيميائية وتعمل على نطاق واسع من الأس الهيدروجيني وتداخل بعض الأيونات التي لا تكاد أن تذكر. ولكنها تمتلك العديد من السلبيات على الرغم من فاعليتها في العمل، منها ارتفاع التكاليف والحاجة للعمالة الماهرة وهي غير مناسبة للمياه ذات الملوحة العالية.
من أحدث التقنيات التي تم إيجادها لتنقية المياه من الفلوريد هي تقنية الكالسيوم المعدل الهيدروكسي اباتيت. يتم في هذه التقنية تعديل الكالسيوم المائي إلى المياه الملوثة بالفلوريد قبل أن تتلامس مع مادة تقوم بامتصاص هيدروكسات الاصطناعية غير المحسوبة. 
وفي هذه التقنية فإن تعديل الكالسيوم المائي يمنع بنجاح انحلال هيدروكسيباتيت ويعزز قدرة إزالة الهيدروكلوريك في أثناء عملية تنقية المياه من الفلوريد، بالإضافة إلى هذه الميزات توفر تقنية إزالة الفلوريد من الماء «الكالسيوم المعدل – هيدروكسيباتيت» مياه شرب قلوية مخصبة بالكالسيوم وأيضا الشرب من هذه المياه المزالة الفلوريد يساعد على عكس تأثير التسمم الفلورايدي، وبالتالي من المتوقع أن يساعد استخدام تقنية إزالة الفلورايد لتوفير مياه شرب آمنة لتخفيف التسمم الفلورايدي.